# Кастеллири
Кастеллири (итал. Castelliri) — коммуна в Италии, располагается в регионе Лацио, подчиняется административному центру Фрозиноне.
Население составляет 3536 человек, плотность населения составляет 236 чел./км². Занимает площадь 15 км². Почтовый индекс — 03030. Телефонный код — 0776.
Покровителем коммуны почитается святая Мария Саломия (Santa Maria Salome). Праздник ежегодно празднуется 22 октября.